# شارب الراجل (بنقردان)
شارب الراجل هي قرية وعمادة تونسية تابعة لمعتمدية بنقردان، تبعد قرابة 3 كلم على وسط مدينة بنقردان وتبلغ مساحتها 135 كلم مربع، بلغ عدد سكانها 4,108 نسمة حسب آخر إحصائيات سنة 2014

### مواضيع ذات علاقة
- معتمدية بنقردان.
- ولاية مدنين.